# Małgorzata Flegel-Siedler
Małgorzata Flegel (ur. 22 lipca 1960 w Łodzi) – polska aktorka teatralna, filmowa i telewizyjna.

## Życiorys
Absolwentka XV Liceum Ogólnokształcącego w Łodzi. W 1982 roku, jeszcze w czasie studiów zagrała Julię w reżyserowanej przez Jana Machulskiego inscenizacji Romea i Julii w Teatrze Dramatycznym w Elblągu. W 1983 roku ukończyła studia na Wydziale Aktorskim PWSFTviT w Łodzi. W latach 1984–1987 oraz 1995–1996 była aktorką Teatru Nowego w Łodzi, a w latach 1987–1994 oraz 1996–2003 Teatru Powszechnego w Łodzi.
Obecnie współpracuje z Teatrem Małym w Łodzi. Jest adiunktem na Wydziale Aktorskim Państwowej Wyższej Szkoły Filmowej Telewizyjnej i Teatralnej im. Leona Schillera oraz na Akademii Muzycznej im. Grażyny i Kiejstuta Bacewiczów w Łodzi. Pełni funkcję pełnomocnika dziekana Wydziału Aktorskiego PWSFTviT ds. współpracy z zagranicą.

## Role teatralne
- 1982: Julia Kapulet (Romeo i Julia, reż Jan Machulski, Teatr Dramatyczny w Elblągu)
- 1983: Abigail (Szklanka wody, reż. M. Kaniewska, Teatr Telewizji)
- 1984: Mela (Moralność pani Dulskiej, reż Maria Kaniewska, Teatr Nowy w Łodzi)
- 1987: Różyczka (Pierścień i róża, reż. Zbigniew Czerski, Teatr Powszechny w Łodzi)
- 1989: Wandzia „Wendy” (Piotruś Pan, reż. Romana Kamińska i Bronisław Wrocławski, Teatr Powszechny w Łodzi)
- 1992: Muszka (Skiz, reż. Ewa Zdzieszyńska, Teatr Powszechny w Łodzi)
- 1992: Ania Shirley (Ania z Zielonego Wzgórza, reż. Maciej Korwin, Teatr Powszechny w Łodzi)
- 1994: Ania Shirley (Ania z Zielonego Wzgórza, reż. Wojciech Kępczyński, Teatr Powszechny im. Jana Kochanowskiego w Radomiu)
- 1996: Pani Dobrójska (Śluby panieńskie, reż Jacek Chmielnik, Teatr Nowy w Łodzi)
- 2010: Babette Biedermann (Biedermann i podpalacze, reż. Krzysztof Babicki, Teatr Nowy w Łodzi)
- 2013: Ona (Pocałunek wg "Pasji wg św. Hanki" Anny Janko, opieka reżyserska Mariusz Pilawski, Teatr Mały w Manufakturze, Łódź)[7]
- 2015: Maryla Cuthbert (Ania z Zielonego Wzgórza, adaptacja i reżyseria: Małgorzata Flegel, Teatr Mały w Manufakturze, Łódź)[8]
- 2016: Irena Błaszak (Rodzinny interes, reż.Mariusz Pilawski, Teatr Mały w Manufakturze, Łódź)[9]

## Filmografia
- 1990: Leśmian (film biograficzny)
- 1993: Lepiej być piękną i bogatą
- 1997–2000: Dom (serial TV) – odc. 20, 23, 24, 25
- 1997–2008: Klan (serial TV)
- 2001: Cisza jako aptekarka
- 2002: Edi jako Krysia, bratowa Ediego
- 2002: Kariera Nikosia Dyzmy jako sekretarka Nikosia
- 2002–2008: Samo życie (serial TV) jako pacjentka Stanisława
- 2003–2005: Sprawa na dziś (serial TV) jako matka Krzysztofa Kluczyka
- 2003–2008: Na Wspólnej (serial TV) jako pielęgniarka
- 2006: Na dobre i na złe (serial TV) – odc. 252 jako mama Żanety
- 2007: Plebania (serial TV) – odc. 916, 938
- 2007: M jak miłość (serial TV) – odc. 561, 564 jako Okońska, matka Sylwii
- 2007: Egzamin z życia (serial TV) – odc. 73 jako urzędniczka,
- 2020: Król (serial TV) - jako sekretarka premiera[10]
- 2021: Żeby nie było śladów (reż. Jan P.Matuszynski), jako sekretarka Bednarkiewicza[11]